# آندره آستوراگا
آندره آستوراگا (به پرتغالی: André Izepon Astorga) مدافع اهل برزیل است که در شهر Santa Fe و در تاریخ ۷ ژانویهٔ ۱۹۸۰ به دنیا آمده‌است.
آندره آستوراگا در تیم‌های فوتبال Portuguesa Londrinense و هانوفر سابقهٔ حضور دارد.